# ムラリ・ナイール
ムラリ・ナイール（Murali Nair, 1966年1月10日 - ）は、インドのケララ州出身の映画監督・脚本家。

## 略歴
まず短編映画の制作をはじめ、1999年の初長編作品『死の玉座』でカンヌ国際映画祭カメラ・ドールを受賞。この作品はバレンシア国際映画祭や、トロント国際映画祭でも高い評価を得た。

## 主な監督作品
- 死の玉座 Marana Simhasanam (1999)
- ストーリー・ビギンズ・アット・ジ・エンド Arimpara (2003)